# Liste der Flüsse in Namibia

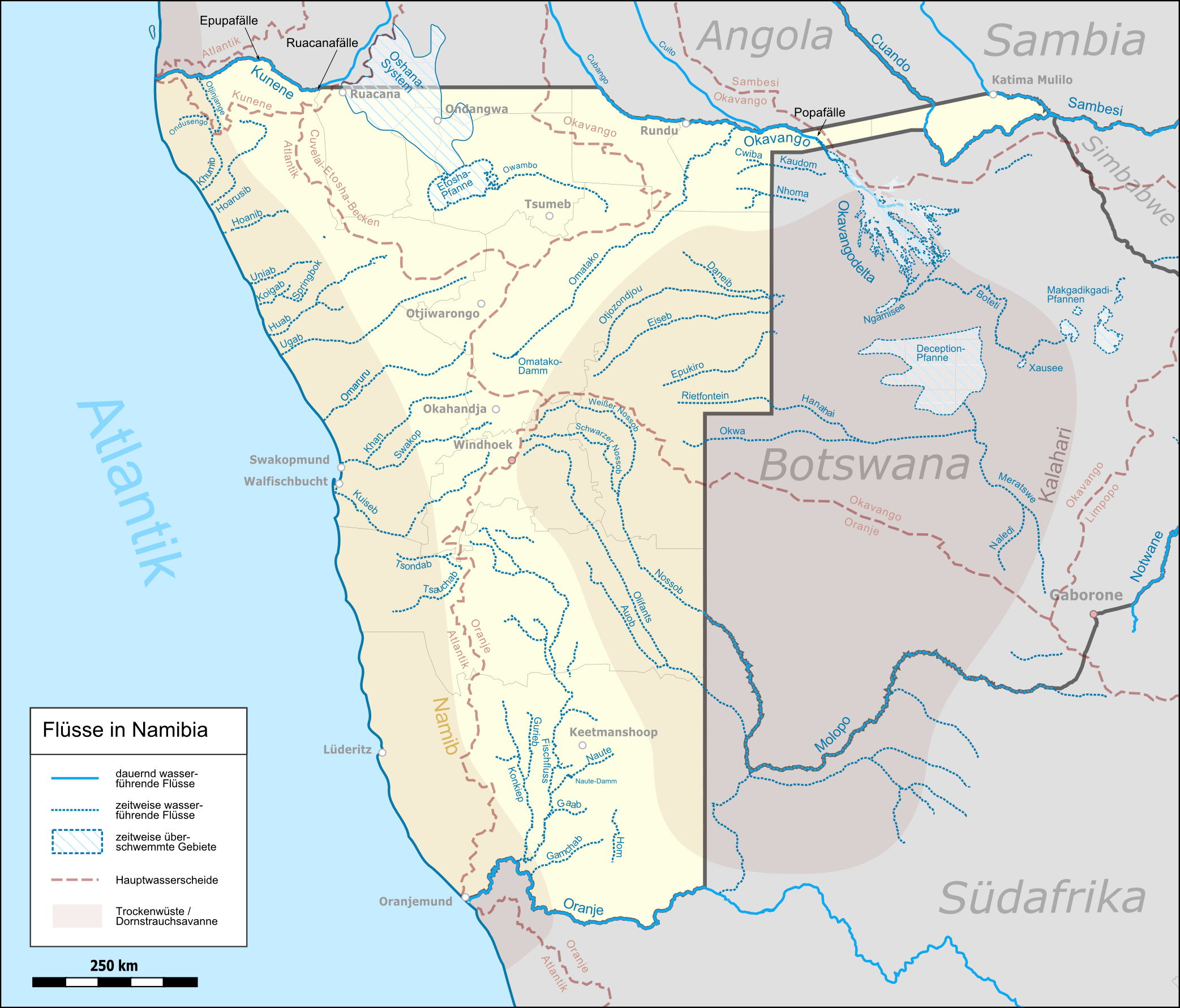
Große Flüsse und Riviere in Namibia

Dies ist eine Liste der Flüsse bzw. Riviere (Omirambi) in Namibia.
Die Liste für Namibia ist gegliedert nach Haupt- mit Nebenflüssen sowie sogenannte Riviere bzw. im Nordosten Omirambi (ephemere Trockenflüsse). Die ganzjährig Wasser führenden Flüsse verlaufen nur im äußersten Süden (ǁKharasKlicklaut) und Norden, wobei sie mit ihrem Einfluss teilweise bis tief ins Land reichen. Die Trockenflüsse verlaufen zumeist im Nordwesten (Kunene) und Osten (Omaheke) und fließen Richtung Atlantik oder Kalahari, letztere münden dann meist im Sand.
Alle nachstehenden Angaben (z. B. Länge, Einzugsgebiet, Nebenflüsse) beziehen sich bei grenzüberschreitenden Flüssen nur auf Namibia. Einzugsgebiete sind inklusive Nebenflüsse angegeben.

## Wasserführende Haupt- und ausgewählte Nebenflüsse
| Name                  | Regionen                         | Quelle           | Mündung            | Länge (in km) | Einzugsgebiet (in km²) | Nebenflüsse (Auswahl)                             | Foto | Anmerkungen                                            |
| --------------------- | -------------------------------- | ---------------- | ------------------ | ------------- | ---------------------- | ------------------------------------------------- | ---- | ------------------------------------------------------ |
| Fischfluss            | Hardap ǁKharas                   | Naukluftberge    | Oranje             | 650           | 88.143                 | Gaab Gurieb Hudup Kam Konkiep Löwenfluss Packriem |      | längster Fluss des Landes; häufiger wasserführend      |
| Kunene                | Omusati Kunene                   | Hochland von Bié | Atlantischer Ozean |               | 14.216                 | Omuhongo Otjinjange Marienfluss                   |      | ständig wasserführender Grenzfluss                     |
| Kwando/Linyanti/Chobe | Sambesi                          | Hochland von Bié | Sambesi            |               | 16.849                 |                                                   |      | ständig wasserführender Fluss; zum Großteil Grenzfluss |
| Okavango              | Kavango-West Kavango-Ost Sambesi | Hochland von Bié | Okavangodelta      |               | 153.014                | Mpungu Namungundu Omatako                         |      | ständig wasserführender Fluss; zum Großteil Grenzfluss |
| Oranje                | ǁKharas                          | Maloti           | Atlantischer Ozean | ca. 500       | 216.168                | Fischfluss Gamchab Hom                            |      | ständig wasserführender Grenzfluss                     |
| Sambesi               | Sambesi                          | Mwinilunga       | Indischer Ozean    |               | 17.426                 |                                                   |      | ständig wasserführender Grenzfluss                     |

## Große Trocken- und ausgewählte Nebenflüsse
| Name      | Regionen       | Quelle                       | Mündung                       | Länge (in km) | Einzugsgebiet (in km²) | Nebenflüsse (Auswahl)                    | Foto | Anmerkungen                                                                                               |
| --------- | -------------- | ---------------------------- | ----------------------------- | ------------- | ---------------------- | ---------------------------------------- | ---- | --- |
| Auob      | Hardap ǁKaras  | Umgebung von Hoachanas       | Nossob (Einzugsgebiet Oranje) | ca. 300       | 46.050                 | Olifants Skaap Oanob                     |      | Grenzüberschreitend                                                                                       |
| Epukiro   | Omaheke        |                              | Okavangodelta                 |               | 19.426 (< 10.665 ?)    |                                          |      | Grenzüberschreitend                                                                                       |
| Gaab      | ǁKharas        |                              | Fischfluss                    |               |                        |                                          |      | |
| Gurieb    | ǁKharas        |                              | Konkiep                       |               |                        |                                          |      | |
| Hoanib    | Kunene         |                              | Atlantischer Ozean            | 270           | 15.761                 | Aaprivier Ganamub Mudorib Ombonde Tsuxab |      | |
| Hoarusib  | Kunene         |                              | Atlantischer Ozean            | 300           | 15.237                 |                                          |      | |
| Huab      | Kunene         |                              | Atlantischer Ozean            | 300           | 16.466                 |                                          |      | |
| Kaukausib | ǁKharas        | Kaukausib                    | Namib                         | 40            | 5.481                  |                                          |      | |
| Khumib    | Kunene         | bei Orupembe                 | Atlantischer Ozean            | 80            | 2.308                  |                                          |      | |
| Koigab    | Kunene         |                              | Atlantischer Ozean            | 130           | 2.321                  |                                          |      | |
| Konkiep   | ǁKharas        |                              | Fischfluss                    |               |                        |                                          |      | |
| Kuiseb    | Khomas Erongo  | Khomashochland               | Atlantischer Ozean            | 560           | 16.693                 |                                          |      | |
| Nossob    | Hardap ǁKharas | nordöstlich von Windhoek     | Molopo (Einzugsgebiet Oranje) |               | 83.955                 | Auob Klein Nossob                        |      | im oberen Flusslauf geteilt in Weißer Nossob und Schwarzer Nossob, auch Klein Nossob. Grenzüberschreitend |
| Omaruru   | Erongo         | Mount Etjo                   | Atlantischer Ozean            | 330           | 11.580                 |                                          |      | |
| Owambo    | Oshikoto       | östlich von Tsintsabis       | Etosha-Pfanne                 | ca. 150       | 15.784                 |                                          |      | |
| Swakop    | Khomas Erongo  | Erosberge                    | Atlantischer Ozean            | 350           | 19.979                 | Khan Omusema Otjiseru                    |      | |
| Tsauchab  | Hardap         | Naukluftberge                | Sossusvlei                    | 150           | 4.431                  |                                          |      | |
| Tsondab   | Hardap         | Remhoogteberge               | Tsondabvlei                   | 150           | 3.844                  |                                          |      | |
| Ugab      | Kunene Erongo  | nordwestlich von Otjiwarongo | Atlantischer Ozean            | 450           | 29.355                 | Erundu Goantagab                         |      | |
| Uniab     | Kunene         | Grootberg-Umgebung           | Atlantischer Ozean            | 117           | 3.961                  | Achab Obob                               |      | |